# Șt/Șci
Șta (Щ, щ) este o literă a alfabetului chirilic și reprezintă grupul de litere [ șt ].